# Michael Jibson
Michael Jibson (Kingston upon Hull, 16 de diciembre de 1980) es un actor británico.

## Biografía
Hijo de Tim Jibson, director de cine de televisión, tiene un hermano llamado Paul, también actor. Está casado con la actriz Caroline Sheen, de la cual ha tenido una hija, Flora, nacida en 2012. En 2018 obtuvo el premio Laurence Olivier al mejor actor no protagonista en un musical por la película Hamilton.

## Filmografía

### Cine
- Flyboys, dirigida por Tony Bill (2006)
- Lección veintiuno, dirigida por Alessandro Baricco (2008)
- Freakdog (Red Mist), dirigida por Paddy Breathnach (2008)
- The Bank Job, dirigida por Roger Donaldson (2008)
- Devil's Bridge, dirigida por Chris Crow (2010)
- Cemetery Junction, dirigida por Ricky Gervais y Stephen Merchant (2010)
- Panic Button, dirigida por Chris Crow (2011)
- Los miserables, dirigida por Tom Hooper (2012)
- A Viking Saga: The Darkest Day (2013)
- Hammer of the Gods, dirigida por Farren Blackburn (2013)
- El médico, dirigida por Philipp Stölzl (2013)
- El quinto poder, dirigida por Bill Condon (2013)
- Good People, dirigida por Henrik Ruben Genz (2014)
- The Riot Club, dirigida por Lone Scherfig (2014)
- The Lighthouse, dirigida por Chris Crow (2016)
- La bella y la bestia, dirigida por Bill Condon (2017)
- Star Wars: The Last Jedi, dirigida por Rian Johnson (2017)
- Hunter Killer, dirigida por Donovan Marsh (2018)
- 1917, dirigida por Sam Mendes (2019)

### Televisión
- Station Jim - película TV (2001)
- Casualty - serie TV, 1 episodio (2005)
- Hatfields & McCoys - serie TV, 2 episodios (2012)
- Padre Brown - serie TV, 1 episodio (2013)
- Burton and Taylor - película TV (2013)
- The Thirteenth Tal - película TV (2013)
- That Day We Sang - película TV (2014)
- Galavant - serie TV, 1 episodio (2014)

## Teatro
- Our House (2004)
- Hamilton (2018)